# Niwchowie
Niwchowie, Niwchi (własna nazwa: нивхгу, ниғвӈгун „ludzie, naród” – od нивх „człowiek”), używa się również dawnej nazwy – Gilacy гиляки (tung. гилэкэ – od гилэ „łódka”) – autochtoniczny lud paleoazjatycki, zamieszkujący na wschodzie Rosji, głównie u ujścia rzeki Amur, a także na wyspie Sachalin i w Japonii.

## Antropologia Niwchów
Antropologia Niwchów jest przedmiotem badań. Niwchowie są dość homogeniczni antropologicznie i różnią się wyglądem od sąsiednich narodów, a związane jest to z ich niezależnym procesem etnogenezy. Ze względu na specyfikę języka i kultury Niwchowie uważani są za etnos paleoazjatycki, należą do najstarszych ludów dolnego Amuru i Sachalina, przybyli w te rejony wcześniej niż ludy tungusko-mandżurskie.
Zdaniem niektórych badaczy najstarsza populacja dorzecza Amuru i wyspy Sachalin (okres mezolitu / neolitu) w rzeczywistości nie pochodzi od Niwchów, ale reprezentuje etnicznie niezróżnicowaną warstwę kulturową, która stała się podwaliną dla całej współczesnej populacji narodów dorzecza Amuru. Ślady tego substratu są rejestrowane w antropologii, języku, kulturze zarówno Niwchów, jak i ludów tungusko-mandżurskich obszarów nadamurskich. W ramach tej teorii Niwchowie są uważani za jedną z północno-wschodnich grup paleoazjatyckich, jaka wyemigrowała nad Amur. Względną sprzeczność tych schematów etnogenetycznych wyjaśnia się tym, iż współczesne populacje zamieszkujące dorzecze Amuru i Sachalin powstały w wyniku mieszania się rozmaitych etnosów, a także tym, iż etnosy te ukształtowały się stosunkowo późno.
Istnieje również teoria, że przodkowie współczesnych Niwchów, północno-wschodnich ludów paleoazjatyckich, Inuitów i Indian są ogniwami jednego etnicznego łańcucha, który w odległej przeszłości obejmował północno-zachodnie brzegi Oceanu Spokojnego. Niwchowie są utożsamiani z archeologiczną kulturą ochocką, która w starożytności zajmowała większy obszar niż terytorium zajmowany współcześnie przez Niwchów. Nosiciele tej kultury, znani w japońskich źródłach jako Mishihase, zostali wypędzeni z Japonii w VII wieku n.e.

## Historia
Uważa się, że najwcześniejszą wzmiankę o Niwchach zawierają chińskie kroniki z VI wieku. Odnoszą się one do mieszkańców Gilyami (pinyin Jílièmí), którzy mieli później kontakt z władcami dynastii mongolskich Yuanów (w siódmej chińskiej kronice nie ma informacji o kontakcie z dynastią XIII–XIV) w Chinach. Przez wiele lat ich ziemie należały do Chin, dopiero w XIX wieku znaleźli się pod władzą rosyjską. Kontakty Rosjan z Niwchami rozpoczęły się w XVII wieku, za pośrednictwem Kozaków. Pierwszym Rosjaninem, który pisał o Niwchach w 1643 roku, był Wasilij Pojarkow, który nazwał ich Giliakami. W latach 1849–1854 ekspedycja G. I. Newelskiego prowadziła badania nad dolnym Amurem, gdzie założono następnie miasto Nikołajewsk. Rok później zaczęli tu osiedlać się rosyjscy chłopi. Imperium Rosyjskie uzyskało pełną kontrolę nad ziemiami Niwchów po traktacie z Ajgun w 1858 roku i traktacie pekińskim z 1860 roku. Po II wojnie światowej duża część tego narodu przeniosła się na wyspę Hokkaido. Brakuje danych na temat liczebności ich populacji w Japonii.

## Kultura
Kultura Niwchów ulegała wpływom obszarów, z którymi mieli oni kontakt: Japonii, Mandżurii, Chin i obecnie Rosji. Tradycyjnymi zajęciami tego etnosu są rybołówstwo i łowiectwo, ale także hodowlą reniferów, z czym związana jest sezonowa zmiana miejsca zamieszkania. Dużą rolę w kulturze Niwchów stanowi łowiectwo i hodowla psów.

## Religia
Niwchowie wyznają prawosławie i szamanizm. Wierzenia religijne Niwchów opierały się na animizmie i kultach lokalnych, wierze w duchy zamieszkujące wszędzie – na niebie, na ziemi, w wodzie, w tajdze. Istotną rolę odgrywał kult niedźwiedzia. Każdy niedźwiedź był uważany za syna „Gospodarza Tajgi”, więc polowanie na niego towarzyszyło obrzędom związanym z kultem łowów. Święto niedźwiedzia obchodzono w styczniu lub lutym, w zależności od klanu. Niedźwiedź kiedy został złapany lub kupiony od Negidalów lub Nanajów, był wychowywany przez 3–4 lata w specjalnym domu z bali, po czym organizowano święto ku czci zmarłych krewnych. Podczas uroczystości niedźwiedzie były ubrane w specjalny kostium, prowadzane po domach i karmione z misternie rzeźbionych drewnianych naczyń. Nie wolno było do niedźwiedzia podchodzić kobietom. Po wszystkim zwierzę składano w ofierze (zabijano je strzałem z łuku). Na czole martwego niedźwiedzia umieszczano naczynie, ponownie „ugaszczając” nim zwierzę. W przeciwieństwie do innych ludów dorzecza Amuru, Niwchowie kremowali zmarłych, paląc ich na wielkim ognisku w tajdze i płakali rytualnie. W starożytności praktykowali rytuał pochówku powietrznego. „Gospodarz Tajgi”, zwany Pal-Yz, również przedstawiany był w postaci niedźwiedzia.

## Język
Posługują się głównie językiem rosyjskim, ale część Niwchów (około 20%) zna jeszcze język niwchijski. Niwchijski tradycyjnie zaliczany jest do języków paleoazjatyckich, na ogół przyjmuje się jednak, iż jest to język izolowany. Jest to język aglutynacyjny, syntetyczny. Akcent w niwchijskim jest ruchomy i może padać na rozmaite sylaby, może również służyć do różnicowania znaczenia słów. Język nie wyróżnia przy tym przymiotników jako odrębnej kategorii gramatycznej, zamiast nich używane są przymiotniki, opisujące stan. Istnieje hipoteza J. Greenberga, zgodnie z którą język Niwchów należy do eurazjatyckiej (nostratycznej) rodziny języków. W latach siedemdziesiątych w radzieckiej nauce wysunięto hipotezę, że język niwchijski może należeć do rodziny języków ałtajskich (T. A. Bertagajew, W. Z. Panfiłow, W. I. Cincius). Według A. A. Burykina język ten stanowi odrębną gałąź języków tungusko-mandżurskich, która najwcześniej oddzieliła się od innych języków tej rodziny i uległa następnie silnemu wpływowi języka ajnuskiego. Językoznawcy japońcy Katsunobu Izutsu i Kazuhiko Yamaguchi uważają, iż niwchijski jest jednym z przodków współczesnego języka japońskiego. Siergiej Nikołajew zaproponował hipotezę o związku niwchijskiego z językami algijskimi i wakaskimi w Ameryce Północnej. W niwchijskim wyzróżnia się cztery dialekty: amurski, wschodniosachaliński, północnosachaliński i południowosachaliński.

## Populacja
Zmiany populacji Niwchów:
| rok  | liczba Niwchów (dane spisowe) |
| ---- | ----------------------------- |
| 1897 | 4549                          |
| 1926 | 4076                          |
| 1959 | 3717                          |
| 1970 | 4420                          |
| 1979 | 4397                          |
| 1989 | 4673                          |
| 2002 | 5162                          |
| 2010 | 4652                          |